# Anita Doth
Anita Doth is de artiestennaam van Anita Daniëlle Dels (Amsterdam, 28 december 1971), een Nederlandse zangeres die de helft vormde van de eurodance-formatie 2 Unlimited.

## Jeugd
Doth is de dochter van een Surinaamse vader en een Nederlandse moeder. Haar middelbareschooltijd bracht ze op de mavo door. Anita wilde altijd al zingen en dansen en ze had op school geen zin in leren, omdat ze dacht dat ze toch wel beroemd zou worden. Maar toen dat op haar negentiende nog niet gebeurd was, wilde zij een vaste baan. Ze ging administratief werk doen bij de verkeerspolitie. In haar vrije tijd trad ze op met een vrouwelijke rapgroep, genaamd Trouble Sisters.

## Ontstaan 2 Unlimited
Anita werd ontdekt door rapper Marvin D, oftewel Marvin Tholen, die haar vroeg om achtergrondzangeres te zijn voor een van zijn acts. Hij stelde Ray Slijngaard en Anita aan elkaar voor en ze werden goede vrienden. Niet veel later droeg rapper Ray Slijngaard haar voor als zangeres voor 2 Unlimited. Een demo werd door de Belgische producers Jean-Paul de Coster en Phil Wilde beluisterd en goed genoeg gevonden: Doth werd gekozen. Ze deed de zang, terwijl Slijngaard naast zang de bijbehorende raps schreef. 2 Unlimited bracht instrumentale rave-muziek, indertijd een nieuwe muziekstroming en toen vooral in clubs gespeeld werd. Het was ongebruikelijk dat aan die stroming een zangeres en rapper werden toegevoegd. Anderhalf tot twee jaar hadden Doth en Slijngaard verkering met elkaar, die voor de fans verborgen werd gehouden. Doth werd als het vrouwelijke lid van 2 Unlimited opgedragen zich voor te doen als een evenbeeld van Barbarella, een sexy sciencefictionstripheld.

## 2 Unlimited
Het project sloeg wereldwijd aan. Hun debuutsingle "Get Ready for This" werd in Engeland een hit, waarna de rest van de wereld volgde. In Nederland kregen ze door de verkoop van hun tweede single "Twilight Zone" een gouden plaat en voerden ze wekenlang de hitlijsten aan. Al vrij snel wierpen Anita en Ray zich op als tekstschrijvers van het collectief. Blijkens een voorzichtige raming in het maandblad Quote, augustus 1994, sleepten Doth en Slijngaard in 1993 alleen al vijf miljoen gulden aan royalty's binnen. De inkomsten uit optredens werden gemakshalve buiten beschouwing gelaten. 'Flinterdun', 'pretentieloos' en 'eentonig' werden hun liedjes aanvankelijk genoemd, de artistieke waardering kwam pas later, na de single "No limit" (1993) en het album Real things (1994). Zestien hits scoorde 2 Unlimited in vijf jaar tijd. Na vier albums en zestien singles hielden Slijngaard en Doth er in 1996 mee op. Pas in 2015 veroverde 2 Unlimited voor het eerst een plek in de Top 2000, met No limit.

## Tussenperiode
Tijdens de stop van 2 Unlimited werd Doth vj op het toen nog redelijk nieuwe TMF. Hier was ze presentatrice van het programma Welcome to the Pleasure Zone, waarin naast videoclips ook live-optredens van artiesten uit het dance-circuit te zien waren. Voor ze haar solocarrière begon in 1999 werkte ze in 1996 als dj bij Radio 538 met het programma Anita & Friends. Met René Froger zong ze het duet en Alarmschijf That's When I'll Stop Loving You.

## Soloalbum Reality
Haar solo-artiestennaam was Anita en in 2000 bracht ze het album Reality uit, dat ze voor een groot deel zelf produceerde, schreef en financierde. Het is een mix van diverse stijlen. Voor het album werden opnamen gemaakt in Londen, New York en Bologna. Voor het album schreef Anita teksten waarin de belangstelling voor mystiek te horen is. Een terugkerend thema in haar songs is de universele liefde. Niet tussen man en vrouw, maar tussen mensen onderling. Er werkten grote namen mee aan het album, zoals Adamski en Steve Mac, die met acts als Boyzone, 5ive en Westlife een aantal nummer-1-hits op zijn naam heeft staan. Van Reality kwamen de weinig succesvolle singles Universe (1999), Lifting Up My Life (2000) en This is Reality (2001).

## Diva's Of Dance
Doth is een van de drie zangeressen van Diva's of Dance, die naast haar bestaan uit Linda Estelle (ex-T-Spoon) en Desiree "Des'Ray" Manders (ex-2 Brothers on the 4th Floor). De groep trad in 2002 voor het eerst op tijdens de Amsterdam Gay Parade. Ze zingen dance- en discohits uit de jaren tachtig en negentig, maar ook eigen succesnummers. De samenwerking tussen Anita, Linda en Des'ray komt voort uit een eenmalig optreden voor de Make-A-Wish Foundation, die zieke kinderen op een leuke dag trakteert.

## Hernieuwde samenwerking met Slijngaard
Op Koninginnedag 2009 traden de twee voor het eerst in dertien jaar weer samen op, onder de naam Ray & Anita.
Begin januari 2010 werd bekend dat Anita samen met Ray weer het podium op zou gaan en de single In Da Name of Love werd hierbij uitgebracht. Deze behaalde in Nederland de 6e positie in de Nederlandse Top 40 op Radio 538, de 4e positie in de Single Top 100 en de 8e positie in de publieke hitlijst; de Mega Top 50 op NPO 3FM.  
De single scoorde met een 26e positie in de Vlaamse Ultratop 50 ook goed in België (Vlaanderen). In de Vlaamse Radio 2 Top 30 en in Wallonië werd géén notering behaald.
Op maandag 11 januari 2010 werd het vermoeden over Doths borstkanker bevestigd door haar management. Net na de lancering van In Da Name of Love, moesten de twee daarom hun project staken. Een operatie, bestraling en chemotherapie volgden. In 2011 pakt Anita langzaam de draad weer op en gaf ze aan tijdens een interview dat ze met collega Ray hard werkte aan een nieuw album. Daarnaast wilde ze een boek uitbrengen over deze roerige periode.
Anita vertelt in maart 2011 aan de media dat er een album uit zal komen en dat er veel materiaal ligt, waaronder het nummer Believers. Naast een album wilde ze zich ook gaan richten op een carrière als dj, of iets compleet anders gaan doen zoals een kledinglijn voor kinderen.

## Comeback 2 Unlimited
De comeback van 2 Unlimited kwam in juli 2012 dichterbij, Ray en Anita hebben dan een juridisch geschil met de Antwerpse producer Jean-Paul De Coster opgelost. Het juridische meningsverschil ging over diverse rechten, zoals het gebruik van de groepsnaam en de originele muziek. Ray en Anita gaan opnieuw met hem samenwerken én mogen weer de naam 2 Unlimited voeren. Of ze verder ook dingen gaan doen, is nog niet bepaald geeft De Coster aan in De Gazet van Antwerpen. Op 24, 29, 30 & 31 mei 2014 was Doth, als 2 Unlimited, te gast bij De Toppers in de Amsterdam ArenA.
Vanaf 2017 treedt ze ook solo op met 2 Unlimited-klassiekers. In 2017 bracht ze samen met rapper Jebroer het lied Marathon uit, wat een bescheiden hit werd.

## Privéleven
Haar vader Rolf Doth was tijdens 2 Unlimited de persoonlijke manager van Anita, en de baas van Unlimited Ways. Tot zijn medewerkers behoorden zijn echtgenote, dochter Rolanda en een neef. Belangrijk onderdeel is het productiebedrijf dat voor tv-muziekzender TMF (The Music Factory) het door Anita Doth gepresenteerde Welcome 2 the Pleasure Zone maakte. 
Doth kreeg met haar vriend in 2005 een zoon. Begin februari 2014 beviel ze van een dochter. In maart 2016 gingen ze uit elkaar. Ze is anno 2017 docente op de Herman Brood Academie.

## Discografie

### Albums
- Reality (2000)

### Singles
- That's When I'll Stop Loving You (1997) samen gezongen met René Froger
- Universe (1999)
- Lifting Up My Life (2000)
- Only You (2000)
- This Is Reality (2001)
- Cancion Del Mariachi (2010) samenwerking met D-Rashid en Roberto Da Costa
- Next Level (2012)
- Ain't Gonna Wait On Love (2013), samenwerking met producer John van Noten en DJ Nils Van Zandt
- Is This Love (2015) samenwerking met DJ Galaga
- Can't Hold Us (2015) samenwerking met Rät N Frikk
- Take Me to Your Rhythm (2018) samenwerking  met Phil Wilde
- Like A Lion (2018) samenwerking met OJKB
- Marathon (2018) samen gezongen met rapper JeBroer
- F**k You (2019) samenwerking met Kamping Kitsch Club Soundsystem en  Danzel
- Popcorn (2021)
- Vieze Belletjes (2022) samenwerking met Donnie en Tony Scott & Mason
- Level Up (2023)
- 33 Max Verstappen (2 The Maxx) (2025) samenwerking met Maxx Power, Carte Blanq, Big Ali en DJ Nils van Zandt
- Do What I Like (2025)